# Spaarloon
Spaarloon is een aflopende Nederlandse fiscale faciliteit voor werknemers om voordelig te sparen. Tot en met 2011 was een inleg van maximaal € 613 per jaar aftrekbaar in box 1, de werknemer kon dus sparen uit het brutoloon. Indien een werknemer in dienst was van een beursgenoteerd bedrijf of dochterbedrijf daarvan, dan kon de inleg worden verdubbeld tot een maximum van € 1226 per jaar in de vorm van spaarloon in aandelen. Van de gehele inleg tot een maximum van € 1226 diende dan wel aandelen van het beursgenoteerde bedrijf te worden gekocht. Pro rato inleggen kon ook. Bijvoorbeeld € 153,25 in spaarloon en dan € 459,75 x 2 = € 919,50 spaarloon in aandelen. De werknemer kan het geld opnemen zonder er alsnog loonheffing of inkomstenbelasting over verschuldigd te zijn. Per storting geldt voor een periode van 4 jaar dat dit bedrag en de bijbehorende rente niet meetelt in box 3. Dit voordeel is dus uiterlijk tot en met 2015 van toepassing.
Oorspronkelijk was de regel dat het geld vier jaar vaststond. Indien de werknemer koos voor spaarloon in aandelen, konden de aandelen gedurende 4 jaar niet worden verkocht. Echter was de werknemer over de aandelen wel dividendgerechtigd. Wilde de werknemer het geld eerder opnemen (deblokkeren) of het spaarloon in aandelen verkopen, dan was dat onder voorwaarden mogelijk. Dat was bijvoorbeeld het geval als het geld gebruikt werd voor de aankoop van een huis of voor de kosten van kinderopvang.
Sinds 2011 mogen werknemers het saldo echter eerder opnemen. Dat was ook het geval in 2005, toen staatssecretaris Wijn in juli 2005 (vooruitlopend op goedkeuring door de Tweede en Eerste Kamer) goedkeurde dat het in 2001, 2002, 2003 en 2004 gespaarde saldo vanaf 1 september 2005 vrij opgenomen mocht worden. Ook in september 2010 is het gespaarde saldo van de vier voorgaande jaren vrijgegeven.
Alleen werknemers konden gebruikmaken van spaarloon, en alleen als de werkgever hier aan meewerkte. Als de werkgever een spaarloonregeling kende, dan moest deze openstaan voor minstens 75% van de werknemers. Of ook daadwerkelijk meer dan 75% van de werknemers meedeed of nog doet, is niet van belang. Bovendien moesten werknemers op 1 januari van het betreffende jaar in dienst zijn en kon er niet pro rato worden ingelegd.
Een werknemer mocht niet in hetzelfde jaar zowel bij het spaarloon als bij de levensloopregeling geld inleggen; tegelijk geld opnemen mag wel. Per jaar mocht maar bij één werkgever geld gestort worden op de spaarloonregeling (wat daarvoor niet zo was; toen kon per arbeidscontract eenmaal per jaar tot het maximum spaarbedrag gespaard worden). Over de spaarloon inleg was, zoals gezegd, niet de werknemer belasting verschuldigd, de werkgever echter wel. De heffing over spaarloon was daarmee een vorm van eindheffing. Het tarief was 25%.
Per 1 januari 2012 is het niet meer mogelijk om te storten op een spaarloonrekening. De regeling is opgeofferd om de overdrachtsbelasting te kunnen verlagen van zes naar twee procent. Hiermee komt de spaarloonregeling aan zijn einde.